# 1930년 공황
1930년 공황(Panic of 1930)은 1930년 경기 활동이 감소하는 기간 동안 통화량이 심각하게 감소한 금융위기이다. 이 시기 농업 지역에서 발생한 일련의 은행 파산은 예금자 사이에 공황을 불러일으켰고, 이는 미 전국적으로 광범위한 뱅크런으로 이어졌다.
예금 대신 보유된 경화 금액의 증가는 통화승수 효과를 낮춰 통화량과 지출을 감소시켰고, 이는 향후 몇 년간의 경제성장을 둔화시켰다. 연방준비제도이사회의 확장적 통화 정책의 부재는 이러한 재정 및 경제 상황 악화와 맞물려 경기 침체를 심화시켜 대수축으로 알려지게 되었고, 나중에는 대공황으로 이어졌다.

## 은행 파산
파산은 주로 미국에서 주 인가를 받은 은행들에서 발생했다. 국영 은행은 전체 은행 파산의 1/6 미만을 차지했으며, 1/4 미만이 연방준비제도에 속한 회원 은행이었다.
"남부의 J.P. 모건"으로 알려진 선도적인 투자은행인 캘드웰 앤 컴퍼니는 주목할 만한 은행 파산 사례다. 이 회사의 5억 달러 상당의 금융 이권은 여러 보험 회사, 산업 기업, 이 지역에서 가장 큰 은행연합을 포함했다. Caldwell이 붕괴하자, 이 회사의 연계 금융 네트워크도 함께 파산했다. 이 붕괴는 해당 지역 은행으로부터 추가적인 통화 수요를 불러일으켰다.

## 연방준비제도의 역할
1907년 공황에 대한 대응으로 1913년에 설립된 연방준비제도는 이 시기 동안 국가적인 통화량을 확대하지 않았다. 지역 연방준비은행은 공황에 대해 다른 접근 방식을 취했다.
세인트루이스 연방준비은행은 실물어음주의를 따랐으며, Caldwell and Company의 붕괴 이후 어려움을 겪는 회원 은행에게 재할인 창구를 열지 않았다. 애틀랜타 연방준비은행은 부실 채권을 보유하고 유동성이 필요한 건실한 회원 은행들에게 재할인 창구를 열었다. 애틀랜타 연준 관할 은행은 세인트루이스 연준 관할 은행들보다 고장률이 낮았으며, 이는 공황이 지급 불능보다는 유동성 문제였다는 이론에 신빙성을 더했다.

## 설명
유동성 부족과 공포의 전염이 금융 위기를 촉발시킨 주요 요인으로 여겨진다. 공포의 전염은 통화에 대한 단기 수요를 증가시켜 은행의 유동성을 더욱 압박했고, 결과적으로 은행들이 현금 흐름 지급불능 상태가 되게 만들었다. 이 전염은 또한 은행들이 준비금을 늘리기 위해 수익성 자산을 매각하게 만들었고, 이는 건실한 일부 은행들의 파산으로 이어졌다.
대차대조표상 지급불능은 은행 공황의 또 다른 가능한 설명으로 여겨진다. 그러나 데이터는 대차대조표상 지급불능으로 인한 대부분의 은행 파산이 1930년과 1933년 사이의 공황 사이에 발생했으며, 유동성 부족으로 인한 대부분의 은행 파산은 실제 은행 공황 시기에 발생했음을 보여준다. 유동성 부족 충격은 증가된 현금 보유를 측정함으로써 관찰되었다.

## 여파
이후 대수축을 겪은 후 연준은 지역 은행 공황에 대처하는 법을 배우기 시작했고 최종 대부자로서의 역할을 받아들이기 시작했다. 결과적으로 대공황이 발생하면서 확장적 통화 정책의 중요성이 분명해졌다.

## 같이 보기
- 1931년 유럽 은행 위기

## 참고 문헌
- Gary Gorton, Toomas Laarits, Tyler Muir. 2019. "1930: First Modern Crisis." NBER paper.
- Friedman, Milton; Schwartz, Anna J. (1993) [1963]. 《A Monetary History of the United States, 1867–1960》. 시카고: 시카고 대학교 출판부. 308–313쪽. ISBN 978-0691003542.
- Kynaston, David (2017). 《Till Time's Last Sand: A History of the Bank of England, 1694–2013》. 뉴욕: 블룸즈버리 퍼블리싱. 320–326쪽. ISBN 978-1408868560.
- Sumner, Scott (2015). 《The Midas Paradox: Financial Markets, Government Policy Shocks, and the Great Depression》. 오클랜드 (캘리포니아주): Independent Institute. 66–71쪽. ISBN 978-1598131505.